# Metrostation Kilpauk
Die Metrostation Kilpauk (Tamil: கீழ்ப்பாக்கம்) ist ein unterirdischer U-Bahnhof der Metro Chennai. Er wird von der Grünen Linie bedient.
Die Metrostation Kilpauk befindet sich an der Straße E. V. R. Periyar Salai (Poonamallee High Road) an der Grenze der Stadtteile Kilpauk und Chetpet. In unmittelbarer Nachbarschaft befindet sich das Government Kilpauk Medical College, eine wichtige medizinische Bildungseinrichtung. Der Bahnhof Chetpet, der von der Chennaier Vorortbahn bedient wird, ist rund 500 Meter entfernt. Die Metrostation Kilpauk besitzt einen Mittelbahnsteig mit Bahnsteigtüren. Sie wurde am 14. Mai 2017 eröffnet.